# 헨리 실바

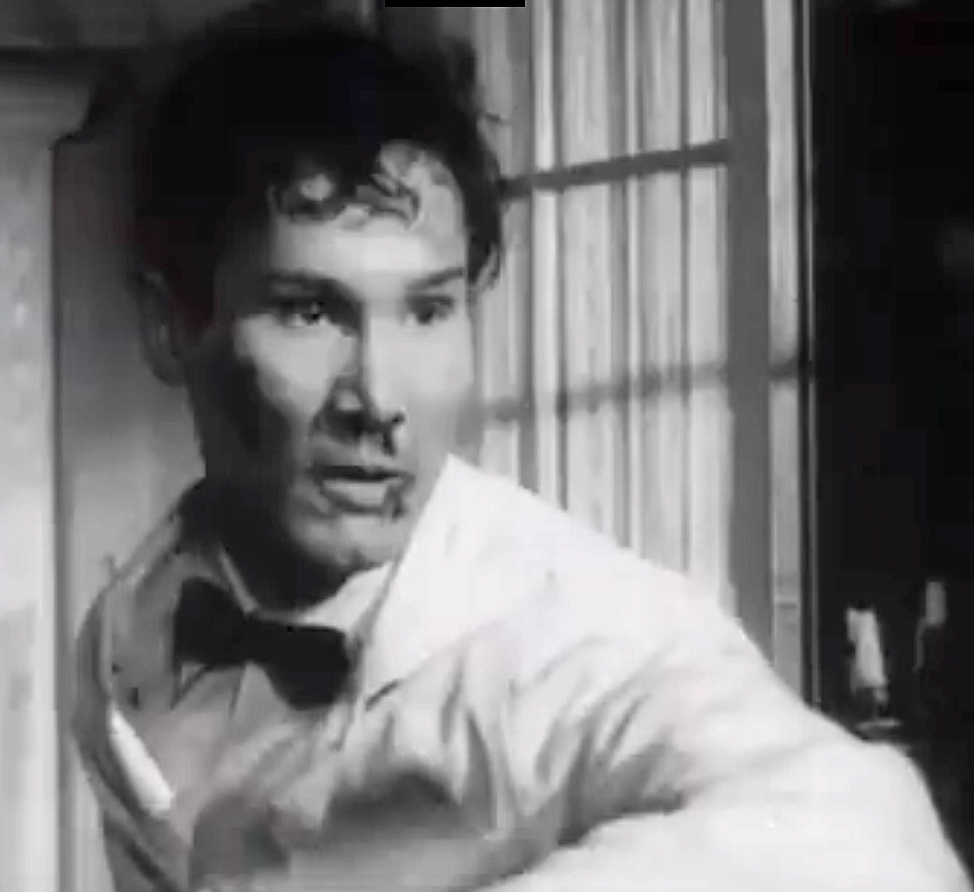
헨리 실바

헨리 실바(Henry Silva, 1926년 9월 23일 ~ 2022년 9월 14일)는 미국의 연극 배우, 텔레비전 배우, 영화 배우 그리고 성우이다. 미국 뉴욕시 브루클린 출신이다.

## 출연

### 영화
- 브랜도(2007년) - 본인 역
- 오션스 일레븐(2001년) - 권투시합 관중 역
- 고스트 독 - 사무라이의 길(1999년) - 바고 역
- 폭력의 종말(1997년)
- 트리거해피(1996년)
- 표류교실(1995년)
- 다크 나이트(1994년)
- 햄들의 침묵(1994년)
- 하베스트(영어판)(1993년)
- 밤의 추적자(1993년)
- 3일간의 전쟁(1992년)
- 피스트 오브 스틸(1991년)
- 라스트 매치(1990년)
- 딕 트레이시(1990년) - 인플루엔스 역
- 사이보그 전사(1989년)
- 형사 니코(1988년) - 커트 제이곤 역
- 리벤지 특명(1988년)
- 쿼터메인2(1987년) - 아곤 역
- 황야의 건달(1985년)
- 싸이렌스(1985년)
- 브롱크스의 전사들 2(1984년)
- 캐논볼 2(1984년)
- 체인 히트(1983년)
- 형사 조르당(1983년)
- 성난 눈동자(1982년) - 레피크 역
- 메가포스군단(1982년) - 게레라 역
- 샤키 머신(1981년)
- 부활의 날(1980년)
- 엘리게이터(1980년) - 브록 역
- 써스트(1979년)
- 별들의 전쟁 - 파일롯(1979년)
- 데이브 오브 더 어쎄신(1979년)
- 사랑과 총탄(1979년)
- 별들의 전쟁(영어판)(1979년)
- 호복(1977년)
- 이탈리안 커넥션(1972년)
- 돌아온 석양의 무법자(1966년)
- FBI(1965년)
- 현상금(1965년)
- 침략 전선(1964년)
- 제3의 눈(1963년)
- 맨츄리안 켄디데이트(1962년) - 준진 역
- 신더펠라(1960년)
- 오션스 일레븐(1960년) - 로저 코닐 역
- 추격(1959년)
- 녹색의 장원(1959년)
- 고스트타운의 결투(1958년)
- 브라바도스(1958년)
- 톨 T(1957년)
- 빗물 가득(1957년)
- 클라이막스!(1954년)

## 죽음
2022년 9월 14일, 헨리 실바는 96번째의 생일을 9일 앞두고 미국 로스앤젤레스 우들랜드힐스에서 별세하였다.